# 1. FC Bocholt
Maillots
Actualités
Le FC Bocholt est un club de football allemand basé à Bocholt. Créé en 1900, le club a fusionné avec une équipe locale, BSV Bocholt 1909 en 1938 pour former le BSV Bocholt 1900. Après la seconde guerre mondiale il s'est reformé sous son nom actuel.
Il évolue généralement en 3e ou 4e division mais a accédé deux fois à la deuxième division allemande : lors des saisons 1977-78 et 1980-81.
Le FC Bocholt a été quart de finaliste de la Coupe d'Allemagne 1984, battu 1-2 par le Bayern Munich, futur vainqueur de l'épreuve.

## Historique
- 1900 : fondation du club

## Entraîneurs
- 1971-1972 :  Ludwig Bartholot

## Joueurs célèbres
- Manfred Bockenfeld
- Roland Wohlfarth
- Robin Gosens
- Skito Litimba